# 90 Геркулеса
90 Геркулеса (лат. 90 Herculis), f Геркулеса (лат. f Herculis), HD 163217 — двойная звезда в созвездии Геркулеса на расстоянии (вычисленном из значения параллакса) приблизительно 373 световых лет (около 114 парсек) от Солнца.

## Характеристики
Первый компонент (HD 163217A) — оранжевый гигант спектрального класса K1IIIbCN-1, или K1IIIb, или K3III, или K0. Видимая звёздная величина звезды — +5,18m. Масса — около 1,339 солнечной, радиус — около 49,88 солнечных, светимость — около 158,305 солнечных. Эффективная температура — около 4448 K.
Второй компонент (HD 163217B). Видимая звёздная величина звезды — +8,76m. Удалён на 1,6 угловой секунды.

## Планетная система
В 2019 году учёными, анализирующими данные проектов HIPPARCOS и Gaia, у звезды обнаружена планета.